# Bój pod Odrzywołem
Bój pod Odrzywołem – starcie zbrojne stoczone 8 września 1939 roku w rejonie Odrzywołu przy szosie Brudzewice–Klwów (obecnej drodze krajowej nr 48)pomiędzy wojskami polskimi i niemieckimi w czasie kampanii wrześniowej.

## Geneza
Polskie północne zgrupowanie Armii “Prusy”,  które zostało wyparte z Tomaszowa Mazowieckiego i Piotrkowa Trybunalskiego skoncentrowało się w następujących rejonach:
- 13 Dywizja Piechoty w lesie Brudzewice
- resztki 19 Dywizji Piechoty w lesie Brzustów[2]
- pozostałości 29 Dywizji Piechoty w lesie Giełzów

Powyższe oddziały (prócz 13 DP) były tylko dywizjami z pozoru. Z 19 DP pozostał tylko I batalion 85 pułku piechoty oraz 86 pułk piechoty, a z 29 DP uszedł: I batalion 41 pułku piechoty, III batalion 76 pułku piechoty, III batalion 81 pułku piechoty, szwadron kawalerii dywizyjnej, kompania dywizyjna kolarzy, kompania ochrony sztabu, 29 pułk artylerii lekkiej bez III dywizjonu oraz 29 batalion saperów. Zgrupowanie oddziałów z pewnością miało na celu podjęcie działań obronnych przeciwko Niemcom, niestety generał Stefan Dąb-Biernacki nakazał jak najszybszą przeprawę przez most na Wiśle w Maciejowicach. Dowódcy poszczególnych dywizji niezadowoleni z wydanych poleceń, postanowili samodzielnie podjąć działania. Dlatego też pułkownik Ignacy Oziewicz postanowił udać się do pułkownika Władysława Kalińskiego w celu uzgodnienia współpracy bojowej 13 DP z 19 DP. Przed odjazdem z leśniczówki w Giełzowie pułkownik Oziewicz oznajmił, że jeśli nie powróci do leśniczówki do godziny 18:00, to dowódca piechoty dywizyjnej pułkownik Jan Bratro rozpocznie przegrupowanie przez Odrzywół, Drzewice, za rzekę Drzewiczkę do Drążna. Na stanowisko dowodzenia 13 DP w nadleśnictwie Brudzewice przybył pułkownik Ignacy Oziewicz i podpułkownik Rudnicki, przebywał tam już dowódca piechoty dywizyjnej pułkownik Wacław Szalewicz. Nieobecność pułkownika Kalińskiego była spowodowana zniszczeniem przez saperów mostów w Nowym Mieście, Białobrzegach i Warce przez co pułkownik musiał wracać ze stanowiska dowodzenia Armii “Prusy” okrężną drogą przez Górę Kalwarie, Dęblin i Radom i przybył do Klwowa dopiero 8 września przed południem. Pomimo braku obecności Kalińskiego, postanowiono, że 13 DP będzie maszerować przed Odrzywół, Klwów do Ulowa, 29 DP przez Odrzywół, Drążno do Dobrej Woli, a niedobitki 19 DP miały przegrupować się przez Drzewicę na prawy brzeg Drzewiczki. W godzinach wieczornych 7 września polskie dywizje rozpoczęły formowanie kolumn. Nie było to łatwe zadanie z uwagi na wąskie leśne drogi, zawały wykonane przez 29 batalion saperów i ostrzał artyleryjski od strony Inowłodza. Oprócz tego, popłoch w oddziałach w Giełzowie wywołały odgłosy czołgów 1 batalionu czołgów lekkich nadjeżdżającego od strony Opoczna, gdyż, jak sądzili żołnierze, były to czołgi niemieckie. Doszło tam także do kolejnego incydentu - ze strychu leśniczówki trzech dywersantów ostrzelało kolumnę polskich żołnierzy. Pomimo szybkiej likwidacji sabotażystów, nie obyło się bez strat. Dopiero po północy rozpoczęto przegrupowywanie polskich kolumn na Odrzywół i Ulów. W tym samym czasie XIV Korpus Armijny (mot.) atakował Jedlińsk i Radom, w godzinach porannych 8 września zajmując Radom. 13 Dywizja Piechoty Zmotoryzowanej po przegrupowaniu skierowała się z Opoczna na Klwów i Jedlisk, przejeżdżając przez Drzewice w kierunku Odrzywołu. Kilka godzin wcześniej sztab 29 DP na czele z płk. Ignacym Oziewiczem rozwinął swe stanowiska w lesie na zachód Dobrej Woli. Oddziały w tym czasie maszerowały w wyznaczonym wcześniej kierunku, bez kontaktu ze sztabem.

## Przebieg boju
8 września ok. godziny 9:00 do szosy Brudzewice-Klwów na której miały przegrupować się oddziały Armii “Prusy”, dotarła niemiecka 13 Dywizja Zmotoryzowana z 14 czołgami. Obie strony natychmiast rozpoczęły działania. Równolegle z bojem pod Odrzywołem wywiązała się walka pod Drzewicą i w Lesie „Parchowiec”. W pierwszym etapie starcia, pododdział niemiecki opanował szosę w pobliżu Odrzywołu. Jednak natarcie I batalionu 41 pułku piechoty, przy wsparciu artylerii, szybko go odrzuciło z dużymi stratami (niestety I batalion dość szybko został rozbity). W tym czasie pozostałe oddziały polskie przeprawiały się przez Drzewiczkę. O godzinie 17:00 Do walki w rejonie Ossy przystąpiły 13 i 29 pułk artylerii lekkiej przeciwko 13 DPZmot. dodatkowo oddziały polskie były wspierane 1 batalionem czołgów lekkich. Około południa niemieckie jednostki podeszły pod Dobrą Wolę gdzie znajdował się sztab 29 DP. Do walki włączono wszystkich żołnierzy obsługi sztabu, kompanię sztabową, żandarmerię, łącznościowców i taborytów. Podczas bitwy został ranny m.in. płk Oziewicz, ppor. Nowakowski, a dowódca kolarzy por. Kaluźny (Kałużny) zabity. Płk Oziewicz, płk Bratro, płk Włodzimierz Arwaniti i ppłk Tadeusz Łojak odjechali do Dęblina, porzuciwszy swoje dywizje. Sztab 29 DP został zniszczony. Ostatnie walki zakończyły się pod wieczór.

## Po zakończeniu walk
Rozproszone polskie zgrupowanie zaczęło się kierować w rejon Borowiec-Waliska. Część wojsk przeszła przez Ceteń, gdzie przy ostrzale niemieckiej artylerii przeprawiła się przez Drzewiczkę. Inne kierowały się przez Klwów, gdzie podpułkownik Kubicki zostawił na skrzyżowaniu porucznika Wiewiórkę, by kierował wszystkich w rejon zgrupowania. Pozostałości 19 DP po walkach pod Ossą udały się do Maciejowic, przeprawiając 9 września przez Wisłę. 13 DP ruszył z Ulowa do Dąbrówki.